# Santo Grial de El Cebrero

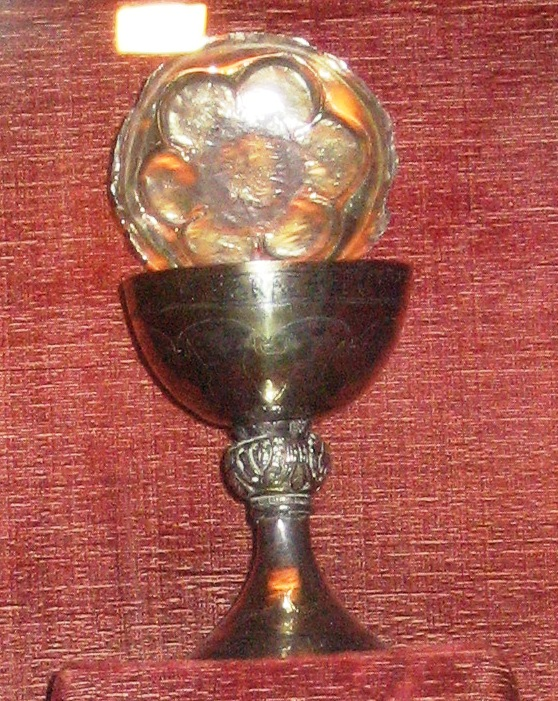
Cáliz y patena de El Cebrero.

El Santo Grial de El Cebrero se sitúa en la iglesia de Santa María en El Cebrero, parroquia del municipio de Piedrafita (Lugo), en el Camino de Santiago. El Grial tiene una gran importancia religiosa, reforzada en toda Europa por su legendario milagro, ocurrido en el monasterio de San Geraldo de Aurillac que allí se asienta desde el año 836 y era regentado por monjes Benedictinos franceses. El cáliz parece estar datado en el siglo XII y presenta las inscripciones: Hoc sacratur quo cuntis vita parabatur; In nomine nostri christi et beate Marie Virgine.
Una tradición muy fuerte, corroborada por diversas fuentes históricas y arqueológicas, sostiene que sobre el altar de la capilla lateral de la iglesia estaba celebrando la eucaristía un monje. Pensaba que aquel crudo día de invierno, en que la nieve se amontonaba y el viento era insoportable, nadie vendría a la misa. Pero Juan Santín, un devoto vecino de la aldea de Barjamayor acude. El monje, de poca fe, menospreció el sacrificio del campesino “a ver un poco de pan y de vino”. Pero en el momento de la Consagración la Hostia se convierte en carne sensible a la vista, y el cáliz en sangre, que hierve y tiñe los corporales. Los corporales con la sangre quedaron en el cáliz y la Hostia en la patena.
En 1486 los Reyes Católicos, de peregrinaje a Santiago, se detienen en el monasterio y donan los fanales donde se guardan las reliquias del milagro. El Santo Grial de El Cebrero figura en el escudo de Galicia. El milagro, convertido en leyenda, recorre Europa al ser trasladada por peregrinos alemanes y franceses. La ópera Parsifal, de Richard Wagner, está inspirada en él.
El medievalista Mathew Kuefler llegó a la conclusión de que, en realidad, la creencia de que el Cáliz de El Cebrero fuese asimilado al Santo Grial es producto de una simple confusión lingüística, ya que la hospedería de El Cebrero estaba dedicada a San Geraldo de Aurillac, cuyo nombre se pronunciaba Guiral en occitano, dando pie a dicha confusión: de ahí la asociación entre la copa milagrosa en la hospedería de San Guiral y el Santo Grial.